# Fronville (Hotton)
Pour les articles homonymes, voir Fronville.
Fronville (en wallon Fronveye) est une section de la commune belge de Hotton située en Wallonie dans la province de Luxembourg.
C'était une commune à part entière avant la fusion des communes de 1977, date à laquelle elle quitta la province de Namur pour celle de Luxembourg.

## Évolution démographique
- Source: DGS, 1831 à 1970=recensements population, 1976= habitants au 31 décembre

## Histoire
Fronville faisait partie avant cela du département de Sambre-et-Meuse. Elle fut créée sous le régime français par la réunion des villages de Deulin, Fronville, Monteuville, Monville et Noiseux. Ce dernier s'en détacha en 1812 pour être érigé en commune.